# Цапатакис, Антонис
Антонис Цапатакис (род. 13 января 1988, Ханья) — греческий пловец и велосипедист, участник Паралимпийских игр, многократный рекордсмен мира и Европы.
Цапатакис учился в полицейской академии, когда в декабре 2006 года разбился на мотоцикле и оказался раздавлен параличом нижних конечностей. Было ему всего 18 лет. С детства он занимался спортом, демонстрировал неплохие результаты в плавании и водном поло. Всего через 9 месяцев после аварии вернулся в бассейн и начал плавать в команде инвалидов. Уже три года спустя на чемпионате Европы в Исландии он завоевал свою первую медаль в паралимпийском спорте.
В 2016 году стал соавтором детской книги Елены Тойду To oneiro, переводящейся как «Мечта». Цель публикации этого издания состояла в том, чтобы ознакомить детей и их родителей с концепцией равенства, передавая при этом содержательные сообщения, касающиеся детей с особыми потребностями.